# グリーンポート駅
グリーンポート駅（英: Greenport Railroad Station）とはロングアイランド鉄道の本線（グリーンポート支線）の終点である。公式にはニューヨーク州グリーンポート村のウィギンス・ストリートと4丁目の交差点にあるが、土地 (property) は東は3丁目やシェルター島ノース・フェリー・ターミナルまで広がる。

## 歴史
グリーンポート駅は当初1844年7月29日にLIRRの本線の終点として建設されたが、業界では更に東のクロスサウンド桟橋まで延伸することを望む者もいた。1870年7月4日、それは町の祭りの一環として焼かれ、同年10月に再建された。もう1つの駅はその場所に1892年（一部の文献は1894年と主張）に、発券所の壮麗な張り出し窓（1920年代に撤去された）とともに建設された。車庫も転車台（石炭置き場に転換された）の後ろにあった。蒸気機関車による運行は1955年6月5日まで、郵便取り扱いは1965年まで、桟橋までの運行は1978年まで実施されていた。その駅とその駅の貨物庫 、転車台はアメリカ合衆国国家歴史登録財に国定歴史地区として1989年7月20日に登録された。旧駅とシェルター島フェリー (Shelter Island Ferry) へ通じる高床の島式ホーム1面が2000年と2001年の間に建設された。ホームの高床化は、ロングアイランド島内の他の駅でも実施された。かつての貨物置き場はロングアイランド鉄道博物館の東端として利用されており、また旧駅は現在 East End Seaport Maritime Museum である。

## 駅構造
|  | ■グリーンポート支線 | ロンコンコマ方面 （サウソールド） |
|  | ■グリーンポート支線 | ロンコンコマ方面 （サウソールド） |

この駅は島式ホームを1面有し、有効長は1両半である。本線はこの場所では3線である。

## ギャラリー

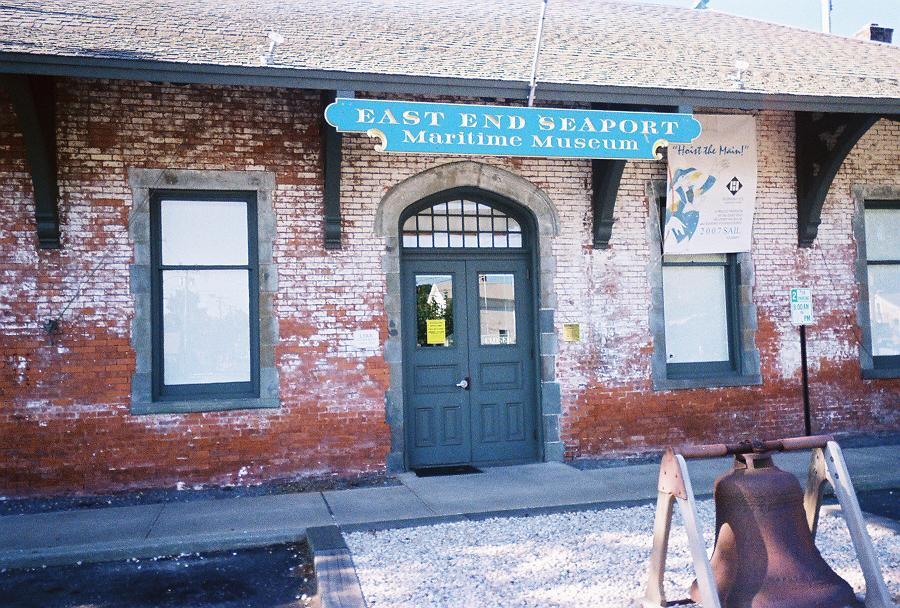
旧駅への入り口（現在は海事博物館）
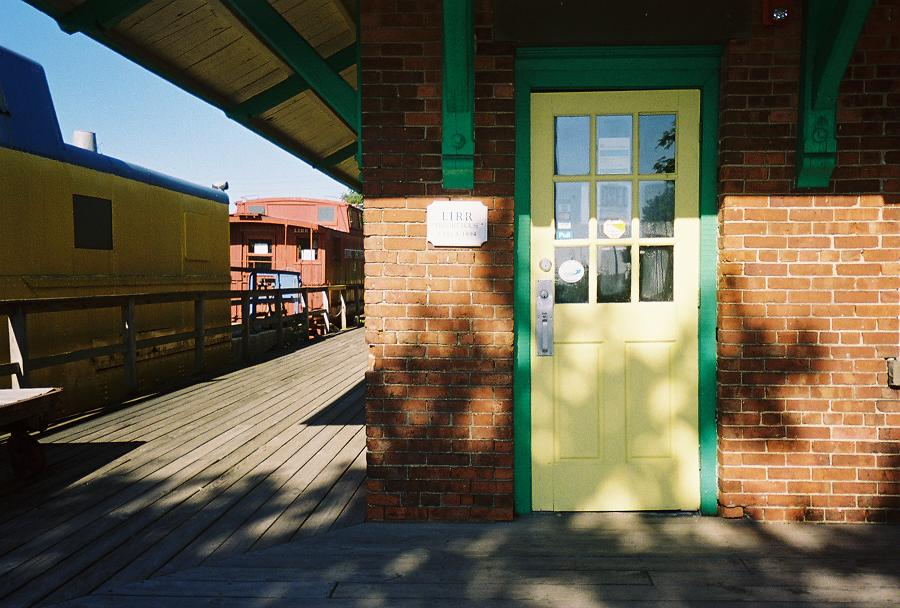
貨物置き場への扉（現在はロングアイランド鉄道博物館）
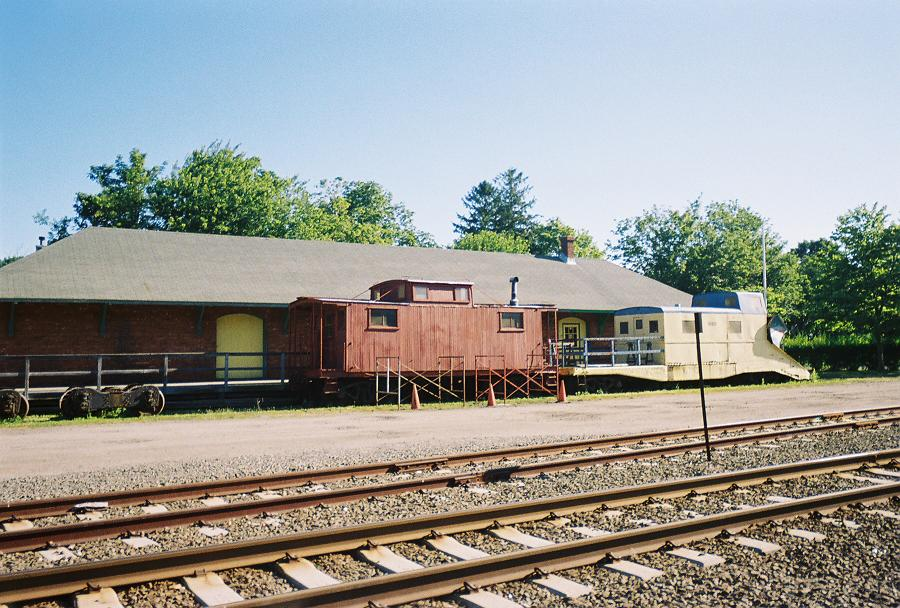
貨物置き場を線路から見る